# Klippernes Aand
Klippernes Aand er en amerikansk stumfilm fra 1918 af William Wolbert.

## Medvirkende
- Monroe Salisbury - Bateese Latour
- Adda Gleason - Kathleen John
- Lamar Johnstone - Martin Stuart
- Lon Chaney - Louis Courteau
- Andrew Robson - Father Pierre